# Journal of the Kansas Entomological Society
Journal of the Kansas Entomological Society este o revistă științifică trimestrială, revizuită de colegi, publicată de Kansas Entomological Society. Revista are un factor de impact din 2009 de 0,607.